# Синнот, Стивен
Стивен Синнот (англ. Stephen P. Synnott) — американский астроном и учёный программы «Вояджер» в Лаборатории реактивного движения (НАСА), эксперт по методам оптической навигации космических аппаратов. Открыл несколько спутников: у Юпитера — Метиду и Фиву; у Урана — Пака и Крессиду; у Нептуна — Лариссу (повторно) и Протея.
В его честь была названа открытая Генри Е. Хольтом в 1990-м году малая планета (6154) Стивсиннот.